# فرانکو زانلاتو
فرانکو زانلاتو (انگلیسی: Franco Zanelatto؛ زادهٔ ۹ مهٔ ۲۰۰۰) بازیکن فوتبال اهل پرو است که در حال حاضر برای باشگاه فوتبال  او. اف. آی کرت بازی می‌کند.
وی همچنین در تیم ملی فوتبال پرو بازی کرده است.
زانلاتو به خاطر سرعتش شناخته شده است.

## دوران باشگاهی

### یونیورسیداد سن مارتین د پوررس
فرانکو زانلاتو دوران حرفه‌ای خود را با تیم پرویی یونیورسیداد سن مارتین د پوررس در سال ۲۰۱۹ آغاز کرد.

### آلیانزا آتلتیکو
زانلاتو در سال ۲۰۲۲ به باشگاه آلیانزا اتلتیکو منتقل شد تا در سطح دوم فوتبال پرو بازی کند.

### آلیانزا لیما
در سال ۲۰۲۳، او آلیانزا آتلتیکو را ترک کرده و به باشگاه فوتبال آلیانزا لیما پیوست. با آلیانزا، او در کوپا لیبرتادورس ۲۰۲۳ شرکت کرد و قهرمانی در تورنومنت آپرتور لیگ ۱ را کسب کرد.

## دوران ملی
زانلاتو توسط خوان رینوسو برای بازی در مقدماتی جام جهانی ۲۰۲۶ در اکتبر ۲۰۲۳ به تیم ملی بزرگسالان پرو دعوت شد. او در برابر آرژانتین به میدان رفت. او از نسل جدید بازیکنان در این تیم است که شامل پیرو کیسپه و ژوائو گریمالدو نیز می‌شود.